# Istočnomongolski jezici
Istočnomongolski jezici najvažnija grana mongolskih jezika koju čini zajedno sa zapadnomongolskim jezikom mogholi [mhj] iz Afganistana. Obuhvaća (13) jezika u Mongoliji, Rusiji i Kini:   
a. Dagur (1) Kina: daurski jezik,
b. mongour (5) Kina: bonan, dongxiang, istočni jugur, kangjia, tu.
c. ojrat-halha (7):
c1. Khalkha-Buriat (5):
a. burjatski (3) Mongolija, Rusija, Kina: burjatski jezici (3 jezika: bargu u Kini; ruskoburjatski u Rusiji, mongolskoburjatski ili bur:aad u Mongoliji),
b. mongolski (2) Mongolija, Kina: halha mongolski, monggol (menggu jezik).
c2. ojrat-halha-darhat (2): darhat, kalmik-ojrat.

## Vanjske poveznice
- Ethnologue (14th)
- Ethnologue (15th)